# Jaworsko
Jaworsko – wieś w Polsce położona w województwie małopolskim, w powiecie brzeskim, w gminie Dębno.
W latach 1975–1998 miejscowość administracyjnie należała do województwa tarnowskiego. Integralne części miejscowości: Granice, Pasterniki, Podgrabie.
O lokacji wsi Jaworsko zadecydował biskup krakowski Jan Grot podpisując w 1328 r. akt jej lokacji powierzając założenie Janowi z Dębna. Dopiero w 1330 r. ustanowieni przez biskupa Grota nowi założyciele, bracia Jastek z Okocimia i Piotr z podbocheńskiej Brzeźnicy, zostali sołtysami. Od tego czasu powstało Jaworsko, które było zarządzane na podstawie przepisów prawa magdeburskiego i do 1782 r. należało do kapituły krakowskiej.
Wieś położona jest na Pogórzu Wiśnickim na południowym stoku wzgórza Dąbrowa (409 m n.p.m.). Przepływa przez nią potok o nazwie Pokrzywka, dopływ rzeki Dunajec.